# Batalla de Raseiniai
La batalla de Raseiniai (23-27 de junio de 1941) fue una gran batalla de tanques que tuvo lugar en las primeras etapas de la Operación Barbarroja, la invasión alemana de la Unión Soviética. La batalla se libró entre los elementos del 4.º Grupo Panzer alemán y el 3.º Cuerpo Mecanizado soviético con el 12.º Cuerpo Mecanizado, en Lituania, a 75 kilómetros al noroeste de Kaunas. El Ejército Rojo intentó contener y destruir a las tropas alemanas que habían cruzado el río Niemen pero no pudieron evitar que avanzaran.
El resultado de la batalla fue la destrucción de la mayor parte de las fuerzas blindadas soviéticas del Frente del Noroeste, lo que despejó el camino para que los alemanes atacaran hacia los cruces del río Daugava (Dviná occidental). La lucha alrededor de Raseiniai fue una de las principales batallas de la fase inicial de la Operación Barbarroja, a la que la historiografía soviética se refiere como las Batallas Defensivas Fronterizas (22-27 de junio de 1941) y formó parte de la Operación Defensiva Estratégica Báltica soviética.

## Preludio
El Grupo de Ejércitos Norte, comandado por el mariscal de campo Wilhelm Ritter von Leeb, y con base en Prusia Oriental antes del comienzo de la ofensiva, fue al norte con los tres grupos de ejércitos que participaron en la Operación Barbarroja, la invasión alemana de la Unión Soviética. El Grupo de Ejércitos Norte controlaba el 18.º Ejército y el 16.º Ejército, junto con el 4.º Grupo Panzer (general Erich Hoepner). Los alemanes tenían 20 divisiones de infantería, tres Panzer y tres divisiones de infantería motorizada. El apoyo aéreo fue proporcionado por la Luftflotte 1 (1.ª Flota Aérea).
El control administrativo militar soviético sobre el área de las repúblicas bálticas donde se desplegaría el Grupo de Ejércitos Norte fue ejercido por el Distrito Militar Báltico Especial que, después de la invasión, pasó a llamarse Frente del Noroeste (coronel general Fiódor Kuznetsov). El frente tenía a los 8.º y 11.º con elementos del 27.º Ejército en su segundo escalón; el Frente del Noroeste tenía 28 divisiones de fusileros, 4 de tanques y 2 motorizadas.
El 22 de junio de 1941, el Frente del Noroeste tenía dos cuerpos mecanizados, el 3.º Cuerpo Mecanizado (mayor general Alekséi Kurkin) tenía 31 975 hombres y 669-672 tanques; y el 12.º Cuerpo Mecanizado (mayor general Nikolái Shestopálov) tenía 28 832 hombres y 730-749 tanques; solo tenían disponibles los tanques BT-7 y T-26.

## Batalla

### Asalto inicial

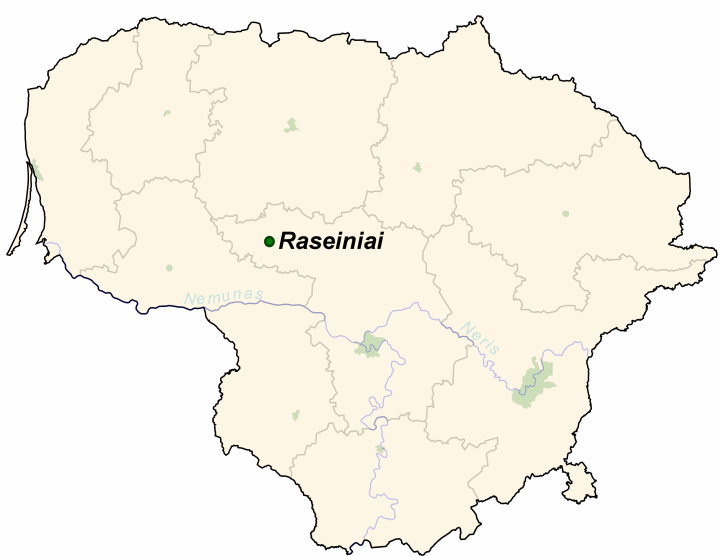
Mapa de ubicación de Raseiniai en Lituania

El 4.º Grupo Panzer avanzó en dos puntas de lanza, liderado por el XLI Cuerpo Panzer (general Georg-Hans Reinhardt) y el LVI Cuerpo Panzer (general Erich von Manstein). Su objetivo era cruzar el Niemen y el Daugava, los obstáculos naturales más difíciles frente al Grupo de Ejércitos Norte, y lanzarse hacia Leningrado. Los bombarderos alemanes destruyeron muchos de los centros de señales y comunicaciones, las bases navales y los aeródromos soviéticos desde Riga hasta Kronstadt. Šiauliai, Vilna y Kaunas también fueron bombardeadas. Los aviones soviéticos habían estado en alerta durante una hora, pero se mantuvieron en sus aeródromos después de que pasó la primera ola de bombarderos alemanes.
A las 9:30 a. m. del 22 de junio, Kuznetsov ordenó a los 3.º y 12.º Cuerpos Mecanizados que tomaran sus posiciones de contraataque, con la intención de usarlos en ataques de flanco contra el 4.º Grupo Panzer, que se había abierto paso hacia el río Dubysa (Dubissa). Al mediodía, las divisiones soviéticas comenzaron a retroceder y las columnas alemanas comenzaron a girar hacia Raseiniai, donde Kuznetsov estaba concentrando sus fuerzas para un gran contraataque al día siguiente. Por la noche, las formaciones soviéticas habían retrocedido hasta Dubysa. Al noroeste de Kaunas, elementos avanzados del LVI Cuerpo Panzer llegaron a Dubysa y tomaron el vital viaducto de la carretera Ariogala que lo cruzaba.
A fines del 22 de junio, las puntas de lanza blindadas alemanas sobre el Niemen habían penetrado 80 km. Al día siguiente, Kuznetsov envió sus fuerzas armadas a la batalla. Cerca de Raseiniai, el XLI Cuerpo Panzer fue contraatacado por los 3.º y 12.º Cuerpos Mecanizados soviéticos. La concentración de blindados soviéticos fue detectada por la Luftwaffe, que inmediatamente atacó las columnas de tanques del 12.º Cuerpo Mecanizado al suroeste de Šiauliai. No aparecieron cazas soviéticos y la 23.ª División de Tanques soviética sufrió pérdidas particularmente graves, los Ju 88 de la Luftflotte 1 atacaron a bajo nivel e incendiaron 40 vehículos, incluidos tanques y camiones.
Las fuerzas alemanas se encontraron por primera vez con una unidad equipada con los tanques pesados KV-2 soviéticos. El 23 de junio, el Kampfgruppe von Seckendorff de la 6.ª División Panzer, que constaba del 114.º Regimiento Panzergrenadier (infantería motorizada), Aufklärungsabteilung 57 (57.º Batallón de Reconocimiento), una compañía del 41.º Batallón Panzerjäger y el 6.º Batallón de Motociclistas, fue enfrentada por la 2.ª División de Tanques (general Yegor Solyankin) del 3.º Cuerpo Mecanizado cerca de Skaudvilė. Los tanques alemanes Panzer 35(t) y el armamento antitanque fueron ineficaces contra los tanques pesados soviéticos, algunos de los cuales estaban sin municiones pero cercaron y destruyeron a los cañones antitanques alemanes al pasar sobre ellos.
Los alemanes dispararon contra las orugas de los KV, los bombardearon con artillería, cañones antiaéreos o con hafthohlladung. Un informe de la 1.ª División Panzer describió el enfrentamiento:

¡El KV-1 y el KV-2, que conocimos aquí por primera vez, eran realmente algo importante! Nuestras compañías abrieron fuego a unas 800 yardas, pero siguió siendo ineficaz. Nos acercábamos cada vez más al enemigo, quien por su parte continuaba acercándose a nosotros despreocupados. Muy pronto estábamos uno frente al otro a 50 o 100 metros. Se produjo un fantástico intercambio de disparos sin ningún éxito alemán visible. Los tanques soviéticos continuaron avanzando y todos los proyectiles perforantes simplemente rebotaron en ellos. Por lo tanto, nos enfrentamos actualmente con la situación alarmante de los tanques soviéticos que avanzaban a través de las filas del 1.º Regimiento Panzer hacia nuestra propia infantería y dentro de nuestra línea. Nuestro Regimiento Panzer, por lo tanto, giró y retrocedió con los KV-1 y KV-2, más o menos en línea con ellos. En el curso de esa operación logramos inmovilizar a algunos de ellos con proyectiles especiales a muy corta distancia de 30 a 60 yardas. Se lanzó un contraataque y los soviéticos fueron rechazados. Se estableció un frente de protección y continuaron los combates defensivos.

### El solitario tanque soviético

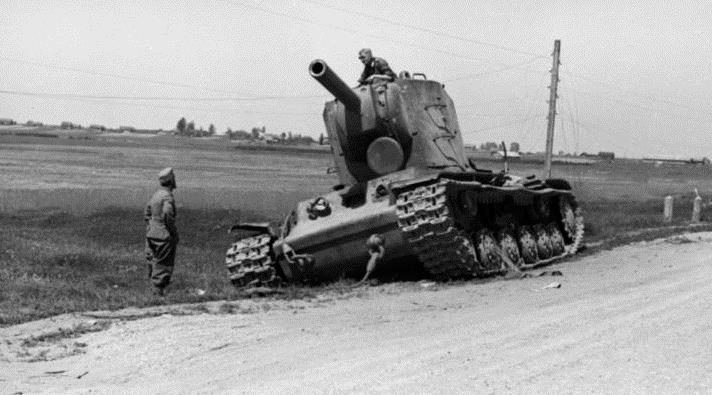
Un tanque soviético KV-2 abandonado al borde de la carretera inspeccionado por curiosos soldados alemanes. Un KV-2, en algunos relatos, detuvo a toda la 6.ª División Panzer durante un solo día antes de ser finalmente destruido.

Un solo tanque KV-1 o KV-2 (varía según el relato) avanzó muy por detrás de las líneas alemanas después de atacar una columna de camiones de suministros alemanes. El tanque se detuvo en una carretera que cruzaba terreno blando y fue atacado por cuatro cañones antitanque de 50 mm del batallón antitanque de la 6.ª División Panzer. El tanque fue alcanzado varias veces, pero disparó y destruyó los cuatro cañones AT enemigos. Un cañón pesado de 88 mm del batallón antiaéreo divisional se movió unos 730 m detrás del único tanque soviético, pero el tanque lo derribó antes de que pudiera lograr un impacto. Durante la noche, los ingenieros de combate alemanes intentaron destruir el tanque con cargas de mochila pero fallaron a pesar de que posiblemente dañaron las orugas del vehículo. Temprano en la mañana del 25 de junio, los tanques alemanes dispararon contra el KV desde el bosque cercano, mientras que otro cañón de 88 mm disparó contra el tanque desde la parte trasera. De los varios disparos, solo dos lograron penetrar el tanque. La infantería alemana luego avanzó hacia el tanque KV y respondió con fuego de ametralladora contra ellos. Eventualmente, el tanque fue derribado por granadas lanzadas en las escotillas. Según algunos relatos, la tripulación muerta fue retirada y enterrada por los soldados alemanes que se acercaban con todos los honores militares, mientras que en otros relatos, la tripulación escapó de su tanque averiado durante la noche.
El comandante del Kampfgruppe de la 6.ª División Panzer, el general Erhard Raus, lo describió como un KV-1, que resultó dañado por varios disparos de un cañón antitanque de 88 mm disparado desde detrás del vehículo, mientras estaba distraído por un tanques ligeros Panzer 35(t) del 65.º Batallón Panzer. La tripulación del KV-1 fue asesinada por una unidad de ingenieros pioneros que tiró granadas a través de dos agujeros hechos por el cañón AT mientras la torreta comenzó a moverse nuevamente, y los otros cinco o seis disparos no penetraron por completo. Aparentemente, la tripulación del KV-1 solo había quedado atónita por los disparos que habían ingresado a la torreta y fueron enterrados cerca con honores militares por la unidad alemana.
En 1965, los restos de la tripulación fueron exhumados y enterrados de nuevo en el cementerio militar soviético de Raseiniai. Según la investigación del historiador militar ruso Maksim Kolomíets, el tanque pudo haber sido de la 3.ª Compañía del 1.º Batallón del 4.º Regimiento de Tanques, que a su vez formaba parte de la 2.ª División de Tanques. Es imposible identificar a la tripulación porque sus documentos personales se perdieron después de ser enterrados en los bosques al norte de Raseiniai durante la retirada, posiblemente por las tropas alemanas.

### Conclusión de la batalla
En el sur, el 23 de junio, el teniente general Vasili Morózov, comandante del 11.° Ejército, ordenó a las unidades que retrocedieran a la antigua ciudad fortificada de Kaunas en el río Niemen para que se trasladaran a Jonava unos 48 km para el noreste. En la tarde del 25 de junio, el 8.° Ejército soviético retrocedía hacia Riga y el 11.° Ejército hacia Vilna y Desná, una brecha que se abría en el frente soviético desde Ukmergė hasta Daugavpils. Para el 26 de junio, la 1.ª División Panzer y la 36.ª División de Infantería Motorizada del XLI Cuerpo Panzer y las divisiones de infantería que los seguían habían atravesado la retaguardia del cuerpo mecanizado soviético y se habían unido. El 3.º Cuerpo Mecanizado soviético se había quedado sin combustible y la 2.ª División de Tanques estaba rodeada y casi destruida. En el cerco, Solyankin murió en acción. La 5.ª División de Tanques y la 84.ª División Motorizada se vieron gravemente mermadas debido a las pérdidas de vehículos y personal. El 12.° Cuerpo Mecanizado salió de la trampa pero se encontraba muy escasa de combustible y municiones. La flota soviética del Báltico se retiró de las bases en Liepāja, Ventspils y Rīga el 26 de junio; y el LVI Cuerpo Panzer se lanzó hacia el río Daugava y en un notable golpe tomó intactos los puentes cerca de Daugava.

## Consecuencias
La batalla se conoce en la historiografía soviética como las Batallas Defensivas Fronterizas (22-27 de junio de 1941), y forma parte de la  Operación Defensiva Estratégica Báltica soviética. Después de la batalla, las formaciones líderes del LVI Cuerpo Panzer comenzaron a ampliar la cabeza de puente después de la toma de los puentes Dvina y la caída de Dvinsk. El 25 de junio, el mariscal Semión Timoshenko ordenó a Kuznetsov que organizara una defensa de Dviná occidental, desplegando el 8.° Ejército en el margen derecho de Riga a Līvāni mientras que el 11.° Ejército defendía el sector Līvāni-Krāslava. Kuznetsov también utilizó el 27.º Ejército (mayor general Nikolái Berzarín), trasladando tropas de las islas Hiiumaa y Saaremaa y Riga a Daugavpils. Al mismo tiempo, el Alto Mando del Ejército (Stavka) liberó al 21.º Cuerpo Mecanizado (mayor general Dimitri Leliushenko) con 98 tanques y 129 cañones, del Distrito Militar de Moscú para cooperar con el 27.º Ejército.
A las 5.00 a. m. del 28 de junio, Leliushenko intentó destruir la cabeza de puente alemana cerca de Daugavpils. Manstein se detuvo en el Dvina pero atacó al día siguiente, atacando a lo largo de la carretera Daugavpils-Ostrov. En Riga, en la tarde del 29 de junio, los alemanes cruzaron el puente ferroviario sobre el Dvina. El 30 de junio, las tropas soviéticas se retiraron del margen derecho del río y el 1 de julio se retiraban hacia Estonia. En lugar de atacar Leningrado, se ordenó a las divisiones panzer que esperaran los refuerzos de infantería, lo que llevó casi una semana.
Kuznetsov fue despedido por Timoshenko y el mayor general Piotr Sobénnikov, comandante del 8.º ejército, se hizo cargo del frente el 4 de julio. El 29 de junio, Timoshenko ordenó que si el Frente del Noroeste tenía que retirarse del Daugava, se mantendría la línea del Velíkaya y se haría todo lo posible para que las tropas soviéticas se atrincheraran allí. La línea en Velíkaya cayó rápidamente el 8 de julio, los puentes ferroviarios y de carretera permanecieron intactos y Pskov cayó en la noche del 9 de julio. Se ordenó al 11.° Ejército que se trasladara a Dno, pero el colapso del Frente del Noroeste en Velíkaya y la barrida alemana a Luga fueron serias derrotas, lo que obligó al 8.° Ejército a dirigirse hacia el golfo de Finlandia. La pausa alemana había dado tiempo para que se enviaran más tropas al sitio de Leningrado, una batalla larga y dura.